# Вашингтон, Огастин
Огастин Вашингтон (англ. Augustine Washington, 12 ноября 1694 — 12 апреля 1743) — американский военнослужащий, землевладелец и рабовладелец, отец первого президента США Джорджа Вашингтона. Принадлежал к землевладельческому дворянству колонии Виргиния.

## Биография
Огастин Вашингтон родился 12 ноября 1694 года в Виргинии, в семье капитана ополчения Лоуренса Вашингтона (1659—1698) и Милдред Уорнер (1671—1701). Он был внуком херфордширского англичанина Джона Вашингтона (1631—1677), который в начале 1657 года прибыл в Америку за табаком и остался там навсегда.
Когда Огастину исполнилось 4 года, его отец умер, и он унаследовал около 4 км² на Бриджес-Крик в округе Уэстморленд. Его сестра Милдред унаследовала то, что называлось собственностью Литл-Хантинг-Крик, и они оба унаследовали рабов. Весной 1700 года его мать Милдред повторно вышла замуж за Джорджа Гейла, который осенью того года увёз всю семью в Англию, и Огастин некоторое время учился в Англии. Милдред почти сразу заболела и умерла, поэтому воспитанием детей занимался Гейл.
Огастин поступил в школу Эпплеби в графстве Уэстморленд, но проучился там менее двух лет: 13 апреля 1702 года суд вирджинского округа Уэстморленд потребовал от Гейла вернуть наследство Милдред ее родственникам, и вернуть её детей в Виргинию.
В 1715 году, по достижении совершеннолетия, Огастин женился на Джейн Батлер, дочери Калеба Батлера, юриста и плантатора, и Мэри Фоксхолл. Её отец умер, когда Джейн было 10 лет, а мать вскоре после. Вместе с её землями владения Огастина достигли 1740 акров (7 кв. км.).

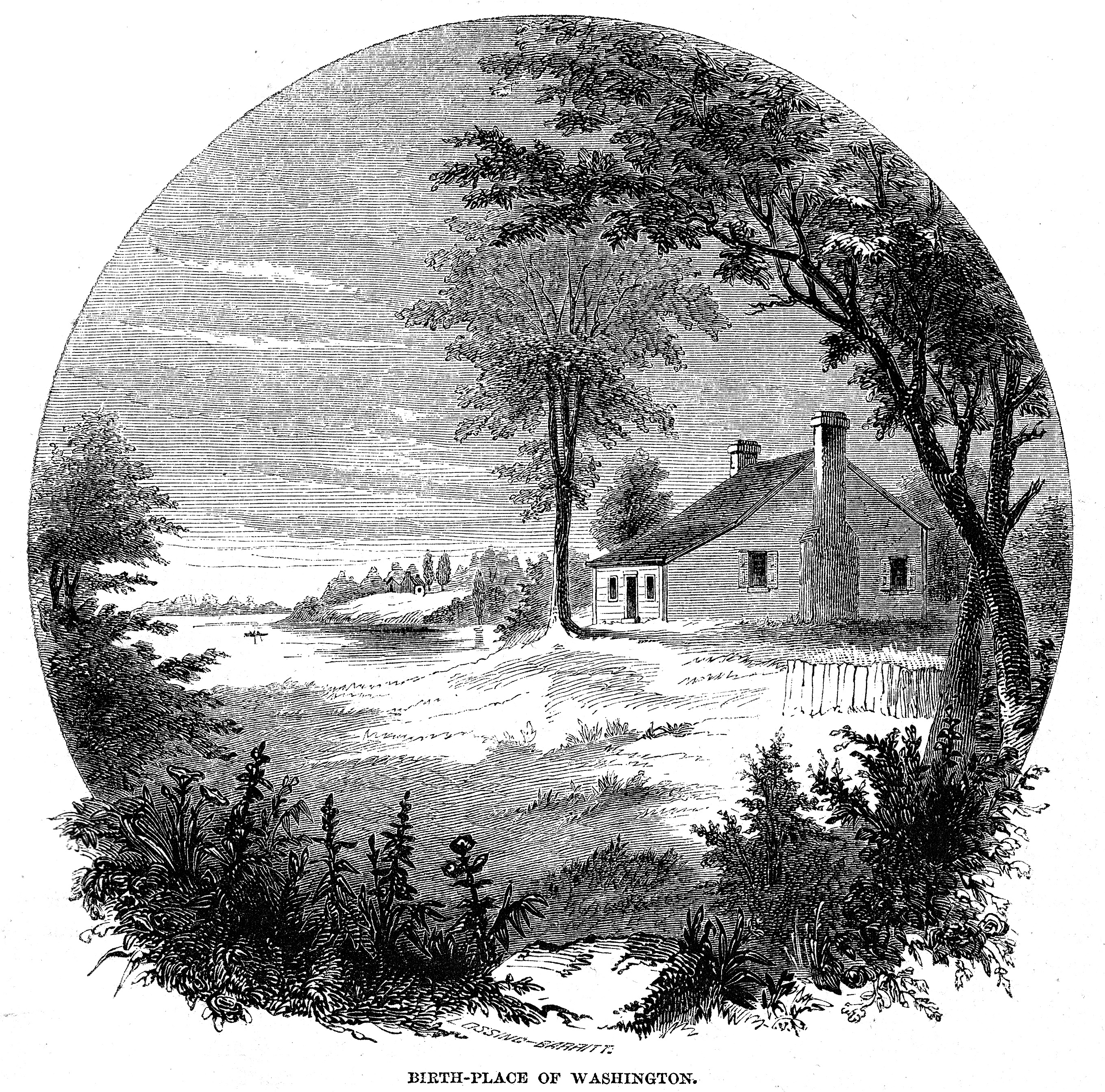
Усадьба Уэйкфилд на Поупс-Крик

В 1718 году Вашингтон приобрел землю на Поупс-Крик, сократив свою собственность на Бриджес-Крик. В 1726 году он построил там новый дом, впоследствии известный, как Уэйкфилд. 
У Вашингтона и его первой жены, Джейн Батлер (1698—1728), было четверо детей, только двое из которых (Лоуренс и Огастин-Младший) дожили до совершеннолетия. 
В 1725 году Августин заключил соглашение с английской компанией Principio о начале чугунолитейного производства на реке Аккукик-Крик в округе Стаффорд. У Англии в начале века испортились отношения со Швецией, которая была главным поставщиком металла, и для замещения импорта Англия стала поощрять выплавку металла в колониях. Около 1718 года была основана плавильня, известная впоследствии как Principio iron Works, которая поставляла в метрополию около 3,5 тонн железа. Залежи руды обнаружились к северо-востоку от Фредериксберга, на землях, частично принадлежащих Огастину. По заключённому соглашению, Огастин стал получать 1/6 часть всех прибылей с плавилен на его территории. Он скупил ещё часть земель для развития бизнеса, но возникли проблемы, для решения которых Огастин в 1729 году отправился в Англию. Он вернулся в мае 1730 года, и узнал, что его жена умерла в ноябре 1729 года. Ему было не на кого оставить троих детей, поэтому он был вынужден отказаться от работы на плавильнях.
Обстоятельства заставили его искать новую жену, и после недолгих поисков 6 марта 1731 года он женился на Мэри Болл (1708—1789), дочери Джозефа Болла (1649—1711) и его второй жены Мэри Джонсон Болл (1672—1721). Её отец приехал в Америку около 1649 года и умер в 1707 году, оставив дочери в наследство 400 акров земли. В июне 1731 года Мэри была беременна, а 22 февраля 1732 года, предположительно в доме на Поупс-Крик, родился её первый сын, Джордж Вашингтон, которого назвали Джорджем, вероятно, в честь опекуна Мэри, Джорджа Эскриджа.

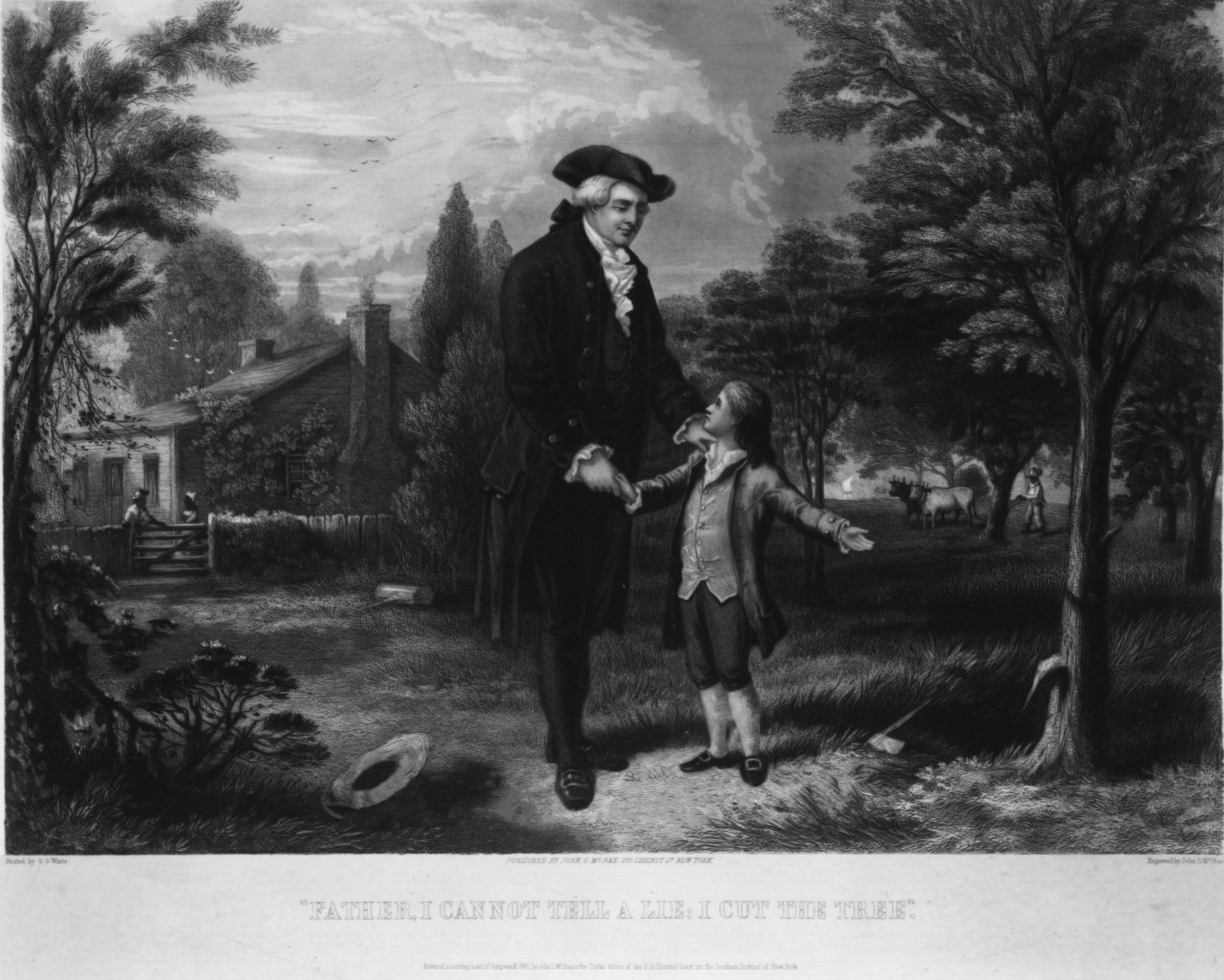
Огастин и Джордж Вашингтоны (литография 1867 года)

Одна из самых известных историй, связанных с Джорджем Вашингтоном гласит, что когда ему исполнилось 6 лет, отец подарил ему топорик, и он сразу же испортил им вишнёвое дерево. Огастин, будучи в сильном гневе стал выяснять, кто это сделал, и Джордж сказал: «Отец, я не могу солгать. Это я срубил дерево». Огастин удивился честности своего сына и решил, что она ценнее вишнёвых деревьев, и поэтому простил его. Несмотря на широкую известность, эта история является вымыслом, и впервые появилась в пятом издании книги Мэйсона Вимса «Жизнь Вашингтона» 1806 года.
Ещё в 1726 году Огастин выкупил 2500 акров у своей сестры Милдред и теперь, в 1735 году, он решил построить на этой территории новый дом. Для этого ему пришлось продать 305 акров в Уэстморленде. На новых землях уже находился небольшой дом, построенный, вероятно, его отцом. Имение называлось Эпсевассон (Впоследствии переименовано в Маунт-Вернон). Здесь же был образован новый приход, где Огастин стал членом приходского совета. В 1736—1737 году он снова посещал Англию, где навещал своих детей Лоуренса и Огастина Младшего, которые, как и он, обучались в школе Эпплби. В 1738 году, когда родился его сын Чарльз, а Лоуренс вернулся из Англии, Огастин купил ещё один участок земли, поближе к Фредериксбергу (где была хорошая школа для его детей) и переехал туда в имение Ферри-Фарм. В это время началась Война за ухо Дженкинса, для которой Вирджиния должна была выставить 400 человек, а губернатор должен был назначить офицеров. 17 июня 1740 года Лоуренс, сын Огастина, стал одним из 4-х назначенных капитанов и отправился на Ямайку служить под началом адмирала Эдварда Вернона. Он пережил неудачную для Англии осаду Картахены, в которой его рота не была задействована и оставалась на кораблях.

## Смерть

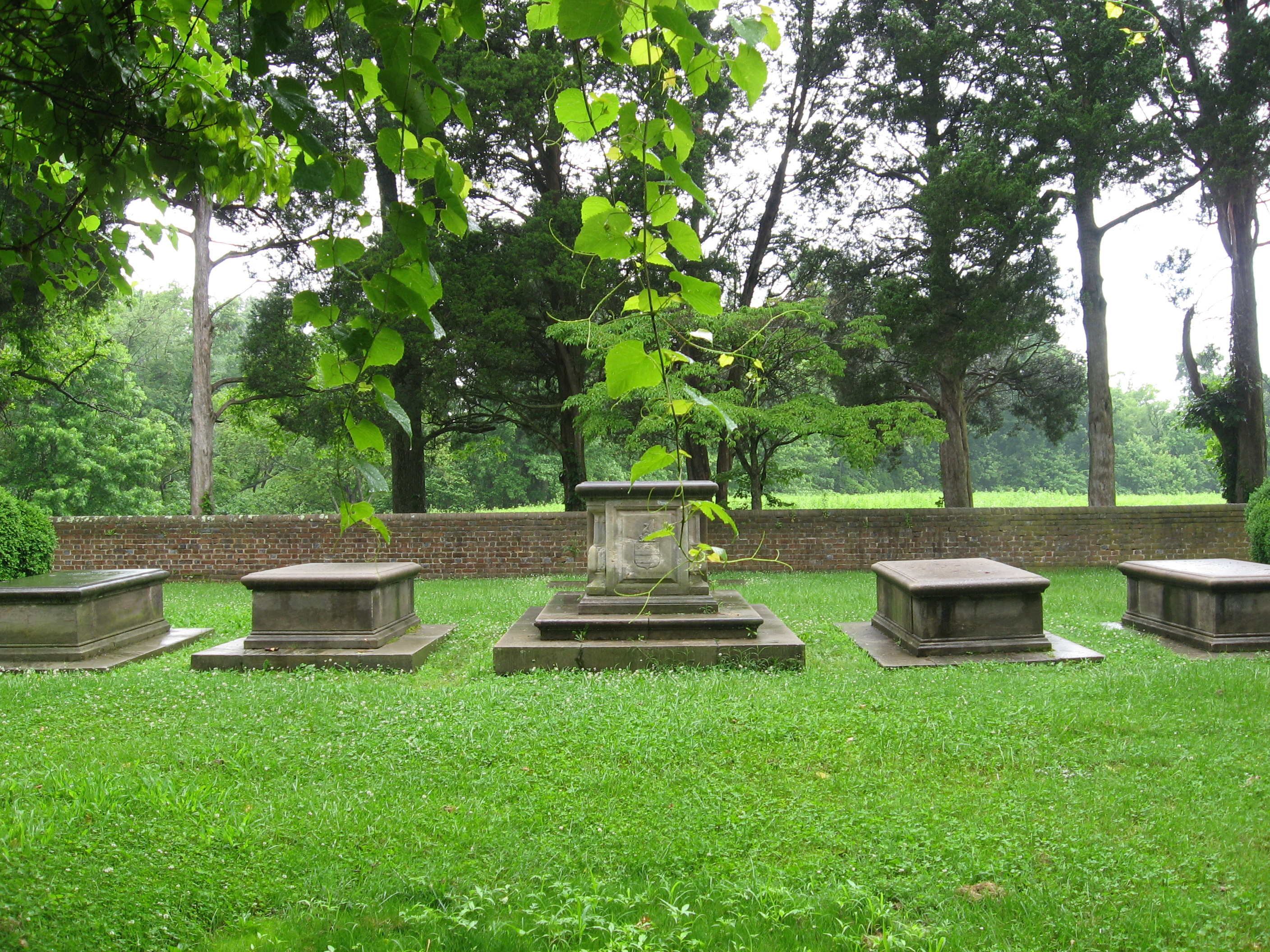
Фамильное кладбище Вашингтонов в Уэйкфилде.

Весной 1743 года Огастин опасно заболел. Его сын Лоуренс в это время служил на Ямайке, а Джордж навещал родственников. Джорджа срочно вызвали домой, но когда он приехал, отец был уже при смерти, и составил завещание. 12 апреля 1743 года он умер. Дуглас Фриман обратил внимание, что на следующий день, 13 апреля, родился Томас Джефферсон.
Огастина похоронили на фамильном кладбище в Бриджес-Крик. 6 мая было озвучено его завещание. Он оставил в наследство детям 10 000 акров земли и 49 рабов. Основную часть наследства получил его старший сын Лоуренс. Огастину-Младшему перешли все земли в Вестморленде. Джорджу Вашингтону досталось поместье Ферри-Фарм (260 акров), 10 рабов и три земельных участка во Фредериксберге. Наследство всех детей от второго брака перешло под временное управление их матери, но были сделаны защитные оговорки на случай её повторного брака. В завещании было подробно оговорено, кому должна перейти собственность того или иного сына в случае его смерти без официального наследника. По мнению Фримана, наследство Джорджа Вашингтона представляло собой ферму среднего размера на не самой плодородной земле, и, хотя Джорджу было всего 11 лет, это наверняка ставило перед ним вопрос: должен ли он вести жизнь мелкого землевладельца или же ему стоит попытать счастья в какой-то другой области?

## Семья и дети
У Огастина было четверо детей от Джейн Батлер:
- Батлер Вашингтон (1716—1716)
- Лоуренс Вашингтон (1718—1752)
- Огастин Вашингтон-младший[англ.] (1720—1762)
- Джейн Вашингтон (1722—1735)

Впоследствии у него появилось шестеро детей от Мэри Болл:
- Джордж Вашингтон (1732—1799)
- Бетти Вашингтон Льюис (1733—1797) — жена купца и члена Палаты бюргеров от округа Спотсилвейния Филдинга Льюиса[англ.] (1725—1781).
- Сэмюэл Вашингтон[англ.] (1734—1781)
- Джон Огастин Вашингтон[англ.] (1736—1787)
- Чарльз Вашингтон[англ.] (1738—1799)
- Милдред Вашингтон (1739—1740)